# Raalte
Raalte é uma vila e um município dos Países Baixos, situado na província de Overissel. Tem 172,29 km² de área e sua população em 2020 foi estimada em 37.782 habitantes.